# Cryptanura bakeriana
Cryptanura bakeriana är en stekelart som först beskrevs av Cameron 1905.  Cryptanura bakeriana ingår i släktet Cryptanura och familjen brokparasitsteklar. Inga underarter finns listade i Catalogue of Life.